# Nemoraea mutata
Nemoraea mutata là một loài ruồi trong họ Tachinidae.